# Roschnjatiw
Roschnjatiw (ukrainisch Рожнятів; russisch Рожнятов/Roschnjatow, polnisch Rożniatów) ist eine in der Westukraine liegende Siedlung städtischen Typs westlich der Oblasthauptstadt Iwano-Frankiwsk am Flüsschen Duba, einem Zufluss des Limnyzja gelegen. Das Wappen geht auf die ehemaligen Besitzer des Ortes, der Familie Skarbek zurück.
Bis Juli 2020 war das Zentrum des gleichnamigen Rajons Roschnjatiw.

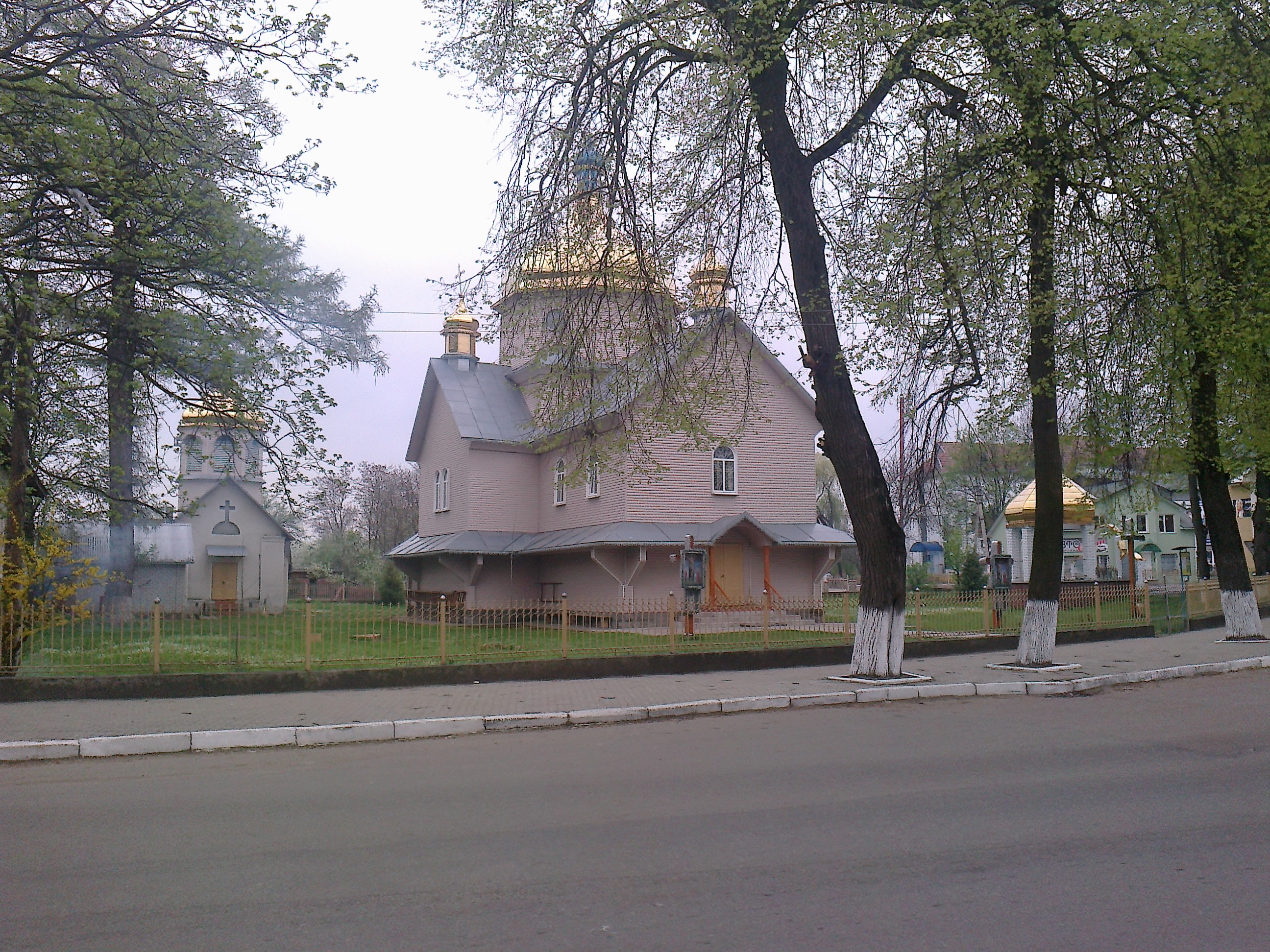
Kirche im Ort

## Geschichte
Der Ort entstand im 12. Jahrhundert und lag bis 1772 in der Polnisch-Litauischen Adelsrepublik in der Woiwodschaft Ruthenien. Unter dem polnischen Namen Rożniatów gehörte er dann bis 1918 zum österreichischen Galizien und war von 1854 bis 1867 Sitz einer Bezirkshauptmannschaft. 1875 wurde nahe dem Ort eine Station an der heutigen Bahnstrecke Stryj–Iwano-Frankiwsk eröffnet.
Nach dem Ende des Ersten Weltkrieges kam er zu Polen und wurde im Zweiten Weltkrieg erst von der Sowjetunion und ab 1941 bis 1944 von Deutschland besetzt und dem Distrikt Galizien angeschlossen.
1945 kam die Stadt wiederum zur Sowjetunion, dort wurde sie Teil der Ukrainischen SSR und ist seit 1991 ein Teil der heutigen Ukraine.

## Administrative Einordnung
Am 12. Juni 2020 wurde die Siedlung zum Zentrum der neu gegründeten Siedlungsgemeinde Roschnjatiw (Рожнятівська селищна громада/Roschnjatiwska selyschtschna hromada), zu dieser zählen auch die 9 in der untenstehenden Tabelle aufgelisteten Dörfer; bis dahin bildete sie die Siedlungsratsgemeinde Roschnjatiw (Рожнятівська селищна рада/Roschnjatiwska selyschtschna rada) im Norden des Rajons Roschnjatiw.
Am 17. Juli 2020 wurde der Ort Teil des Rajons Kalusch.
Folgende Orte sind neben dem Hauptort Roschnjatiw Teil der Gemeinde:
| Name                     | Name               | Name                                      | Name               | Name |
| ukrainisch transkribiert | ukrainisch         | russisch                                  | polnisch           |      |
| ------------------------ | ------------------ | ----------------------------------------- | ------------------ | ---- |
| Kamin                    | Камінь             | Камень (Kamen)                            | Kamień             |      |
| Nyschnij Strutyn         | Нижній Струтинь    | Нижний Струтинь (Nischni Strutin)         | Strutyn Niżny      |      |
| Petranka                 | Петранка           | Петранка                                  | Petranka           |      |
| Riwnja                   | Рівня              | Ровня (Rownja)                            | Równia             |      |
| Sloboda-Riwnjanska       | Слобода-Рівнянська | Слобода-Ровнянская (Sloboda-Rownjanskaja) | Słoboda Równiańska |      |
| Swarytschiw              | Сваричів           | Сварычев (Swarytschew)                    | Swaryczów          |      |
| Topilske                 | Топільське         | Топольское (Topolskoje)                   | Topolsko           |      |
| Werbiwka                 | Вербівка           | Вербовка (Werbowka)                       | Łdziany            |      |
| Werchnij Strutyn         | Верхній Струтинь   | Верхний Струтинь (Werchni Strutin)        | Strutyn Wyżny      |      |